# 15 Eskadra Lotnictwa Rozpoznawczego Marynarki Wojennej

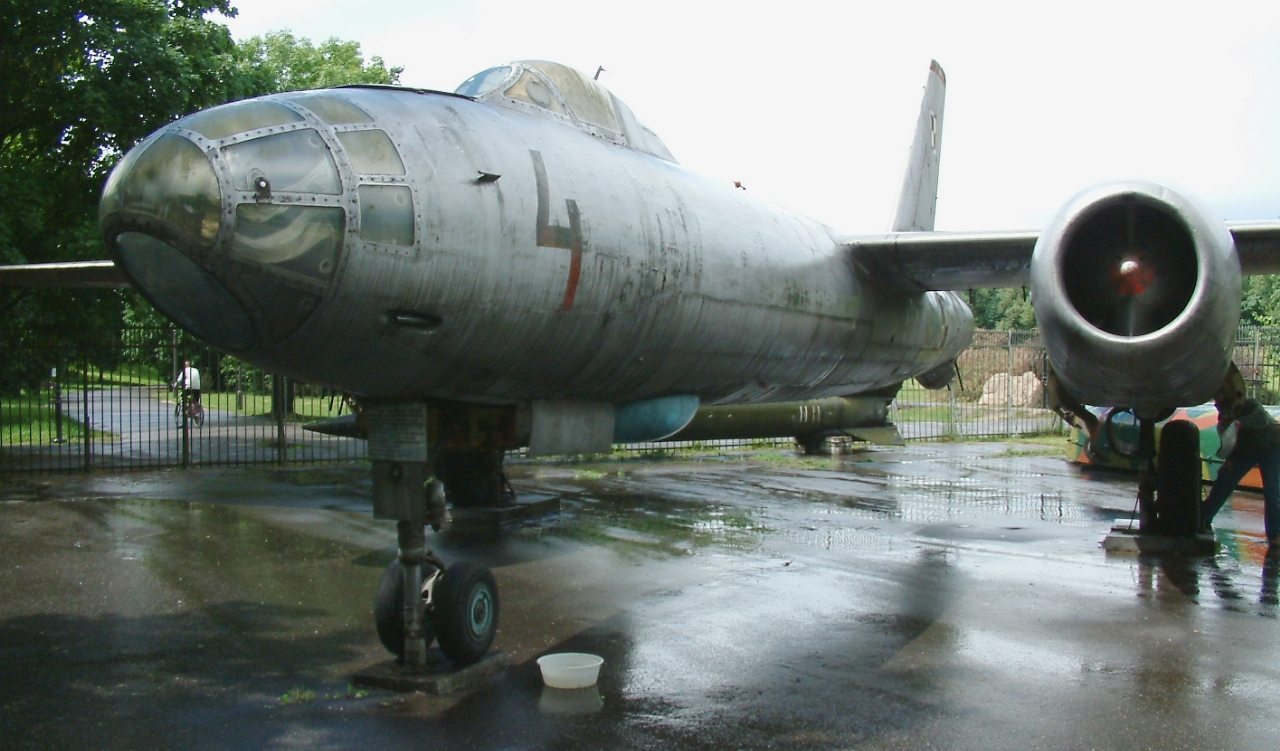
Ił-28

15 Samodzielna Eskadra Lotnictwa Rozpoznawczego Marynarki Wojennej (15 elr MW) – pododdział wojsk lotniczych Marynarki Wojennej.

## Formowanie i zmiany organizacyjne
W 1955 roku, na lotnisku w Babich Dołach, na bazie eskadry dalekiego rozpoznania z 30 Pułku Lotnictwa Marynarki Wojennej sformowana została 15 Samodzielna Eskadra Lotnictwa Rozpoznawczego Marynarki Wojennej. Etat nr 35/307 przewidywał 113 żołnierzy oraz 1 pracownika kontraktowego.
1 października 1956 roku eskadra została przebazowana na lotnisko w Siemirowicach.
Z dniem 1 lipca 1988 roku eskadra została rozwiązana

## Dowódcy eskadry
Wykaz dowódców pułków podano za: Józef Zieliński (red.): Polskie lotnictwo wojskowe 1945–2010. s. 181.
- kmdr por. pil. Hilary Zarucki (1956–1958)
- kpt. mar. pil. Leon Jędrzejczyk (1958–1959)
- kmdr por. pil. Edmund Jałocha (1959–1970)
- kmdr por. pil. Bogusław Budzyński (1970–1977)
- kmdr pil. Zbigniew Smolarek (1977–1983)
- kmdr por. pil. Ryszard Cygan (1983–1986)
- kmdr por. pil. Jerzy Fijał (1986–1988)